# Taubenkobel (Oberzeitlbach)

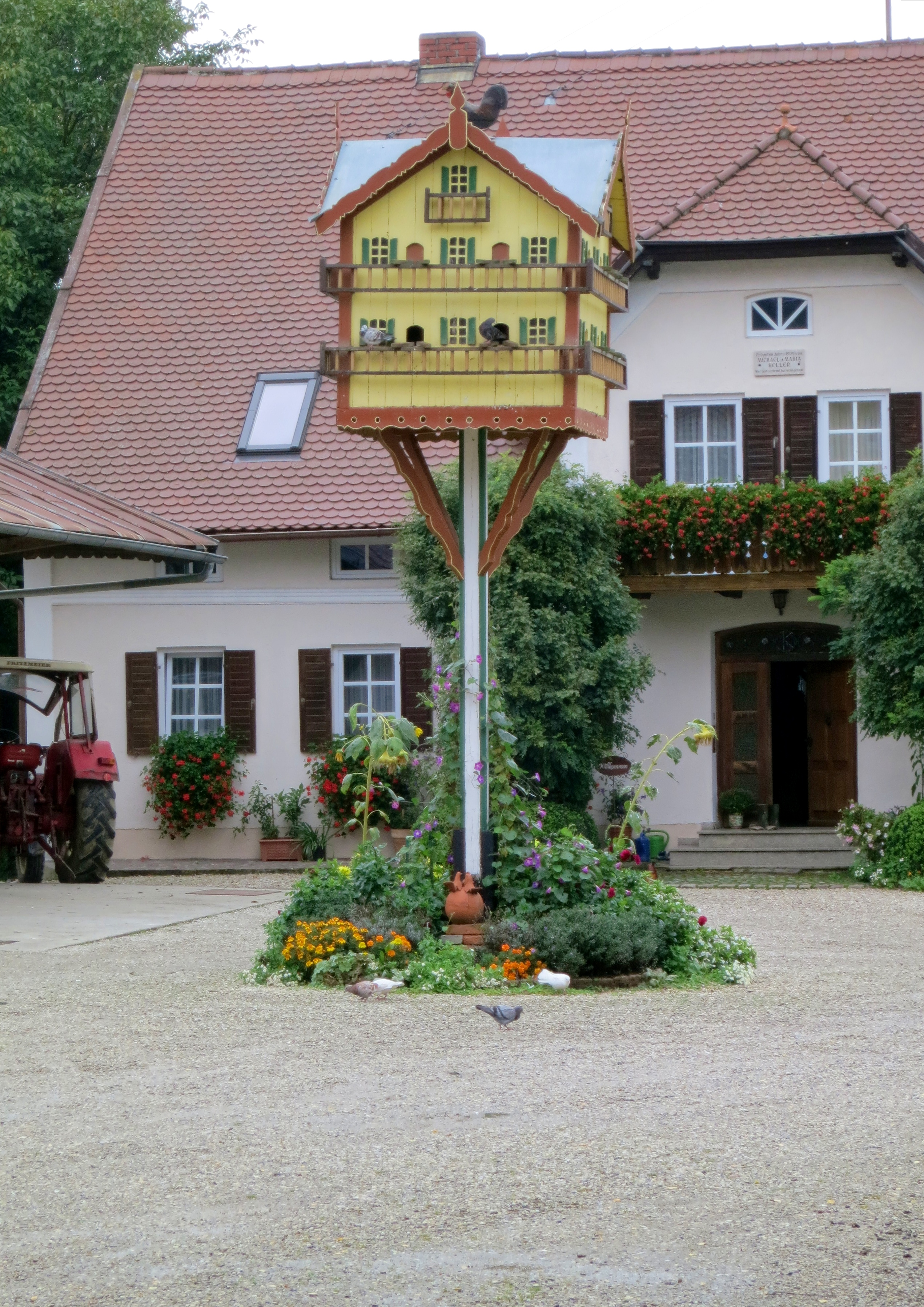
Taubenkobel in Oberzeitlbach

Der Taubenkobel in Oberzeitlbach, einem Gemeindeteil von Altomünster im oberbayerischen Landkreis Dachau, wurde im 19./20. Jahrhundert errichtet. Das Taubenhaus im Hof des Bauernhauses an der Oberndorfer Straße 3 ist ein geschütztes Baudenkmal.
Das Taubenhaus aus Holz in Form eines zweigeschossigen Wohnhauses ist fantasievoll geschmückt. Auf dem Dach sitzt ein Hahn.